# Лешок
Лешок или Лешак је насеље у Северној Македонији, у северном делу државе. Лешок припада општини Теарце.
У Лешоку се налази истоимени манастир Лешок (посвећен Светом Атанасију), један од најчувенијих у западном делу Македоније.

## Географија
Насеље Лешок је смештено у северном делу Северне Македоније. Од најближег већег града, Тетова, насеље је удаљено 10 km северно.
Лешок се налази у доњем делу историјске области Полог. Насеље је положено на северозападном ободу Полошког поља. Источно од насеља пружа се поље, а западно се издиже Шар-планина. Надморска висина насеља је приближно 560 метара.
Клима у насељу је умерено континентална. 

## Историја
Када је у Београду 23. марта 1904. године створена "прва српска комитска чета" са војводом Анђелком Алексићем, родом из Пореча у Старој Србији. У тој чети састављеној од 25 четника, тројица су била из села "Лешка": Коста Михаиловић, Марко Вељковић и Ђорђе Цветковић. Бугари су их открили надомак Пчиње, и са великом војном силом напали код "Шупље стене", 9. маја 1904. године, и том приликом су сви Срби комите изгинули.
Дана 28. августа 1932. године у Лешку је освећен споменик погинулим официрима и војницима Србима, из 13. пешадијског кадровског пука. Они су погинули у борбама око Лешка, током повлачења српске војске 1915. године. На челу Приређивачког одбора био је председник општине Лешак, Григорије Јовановић. Споменик је открио изасланик Краљев, бригадни генерал Влада Павловић.

## Становништво
Лешок је према последњем попису из 2002. године имао 435 становника.
Претежно становништво у насељу су етнички Македонци (99%).
Већинска вероисповест је православље.

## Порекло становништва по родовима
Староседеоци:
- Мазараковци (2 к., Митровдан)
- Маринковци (6 к., Митровдан)
- Дабоћевци (5 к., Аранђеловдан)
- Попаровци (3 к., Петковдан и Никољдан)
- Поповци ( 8 к., Петковдан и Никољдан)
- Сирмини (3 к., Митровдан)
- Тошећевци (4 к., Никољдан)
- Кипровци (2 к., Никољдан)
- Чајковци (1 к., Митровдан)
- Чочоловци (1 к., Аранђеловдан)

Досељеници:
- Аљаљовци (2 к., Св.Никола). Досељени из суседне Слатине. Најстарији предак овог рода звао се Вељан који је живео и умро у Слатини. Његов син Јоше доселио се у Лешак 1902. год.
- Базовци (1 к., Петковдан). Досељеници ис села Вратнице. Први досељеник био је Базо који прешао у Лешак почетком 19. века. Базовци припали су неком стариначком роду у Вратници.
- Бамбевци (2 к., Св.Ђорђе) досељени из села Рогачева крајем 19.века. Први досељеник био је Јануш који је дошао да ради у Лешачком Манастиру и остао да живи у Лешку.
- Гаџовци (1 к., Аранђеловдан) досељеници из села Локвица код Призрена. Надимак су добили зато што су били црни.  У Локвици су припадали старом роду Вукановцима који носе презиме Вукановић. Данас Срба у Локвици више нема.
- Грковци (5 к., Аранђеловдан) досељени из Рогачева крајем 18. века. У Лешак дошли су тројица браћа који су били у сукобу са другом роду у Рогачеву због једне њихове жене па су напустили због тога то село и дошли у Лешак. Надимак Гркој су добили зато што нису имале имање у Лешку и због тога ишли да раде у Грчку током лета.
- Запрљевци (6 к., Св. Ђорђе Посни) су се доселили из суседне Варваре пре око 150 година. У Варвари припадали роду Тримчеваца. Први досељеник се звао Никола.
- Карапанџовци (4 к., Св. Никола) стари досељеници из села Сетоља. Први досељеник се звао Стеван.
- Качовци (3 к., Петковдан) досељени су из Сиринићке Жупе пре 220 година. Први досељеник звао се Јанко са синовим Ристо и Мишо.
- Коваћевци (10 к., Св. Ђорђе) стари досељеници из Варваре. У Варвару дошле из Малесије, данашња Албанија.
- Коларовци (2 к., Св. Врачи) У Лешку су дошли из Старог Села код Вратнице, били су колари, па су тако и добили надимак.  Разлози зашто и када су се доселили у Лешак нису познати, али се зна да је било седморо браће, а отац им је био Маринко.  Често их је посећивала група Турака. Једног дана, када им је досадило да их увек дочекују и спремају храну, побили су целу групу и одселили се у Бугарску, а Апостол и један од његове браће Ристо остали су у Лешку.
- Коринковци (8 к., Ваведење) пореклом из села Слатине поред Лешка. У Лешак дошли средином 19. века.
- Костадиновци (15 к., Митровдан) пореклом из села Котлина код Качаника
- Лалошвци (12 к., Ваведење) пореклом из суедног села Непроштено. У Лешак доселио се Милош крајем 18. века.
- Нешовци (2 к., Митровдан) досељени из села Чучер-Сандево у Скопској Црној Гори. Прво досељеник звао се Стојан. Није имао наследника па је усвојио Неша из Кучкова
- Прнџовци (1 к., Аранђеловдан) досељени из суседне Варваре 1957 год.
- Сандаровци (1 к., Јовањдан) досељени из суседног Непроштена
- Сибиновци (4 к., Митровдан) досељени из села Котлина код Качаника
- Скуковци (3 к., Никољдан) досељени из села Сетоле
- Пејчиновци (5 к., Петковдан и Никољдан) досељени из села Отуње
- Такаровци (7 к., Петковдан) досељени из села Дуф код Гостивара
- Чапељановци (3 к., Ваведење) досељени из села Брезно почетком 20. века
- Чапунковци (6 к., Никољдан) досељени крајем 18. века из дебарског краја
- Цветковци (2 к., Ваведење) су непознате старине
- Цојовци (2 к., Ваведење) досељени из села Сетоље
- Јовановци (1 к., Ђурђевдан) досељени из села Јелошник
- Белчевци (1 к., Ваведење) досељени из села Здуње код Македонског Брода
- Бошковци (1 к., Аранђеловдан) досељени из села Варвара
- Шомевци (1 к., Никољдан) досељени из села Старавина код Битоља

У Лешоку се налази истоимени Манастир Лешок (посвећен Светом Атанасију), један од најчувенијих византијских споменика на подручју Северне Македоније. Састоји се од цркава посвећених Светом Атанасију Великом, Богородици и Кнезу Лазару Косовском. Богородичина црква се први пут помиње 1326. године.